# عيد متنقل
عيد متنقل (بالإنجليزية: Moveable Feast)‏ هي رواية لإرنست همينغوي، تناول فيها فترة من حياته قضاها في باريس واسم الكتاب هو إيحاء لباريس، ويقول إرنست همينغوي في بداية الكتاب: «إذا واتاك الحظ بما فيه الكفاية لتعيش في باريس وأنت شاب، فإن ذكراها ستبقى معك أينما ذهبت طوال حياتك، لأن باريس عيد متنقل».

## ظروف كتابة الكتاب
بدأ إرنست همينغوي في تأليف هذا الكتاب في كوبا في خريف سنة 1957, وواصل العمل فيه ببلدة كيتشوم في ولاية إداهو الأمريكية من شتاء 1958 إلى سنة 1959, وأخذه معه إلى إسبانيا عندما ذهب إلى هناك في أبريل عام 1959, وأعاده معه إلى كوبا ثم إلى كيتشوم في أواخر خريف ذلك العام. وأنهى الكتاب في ربيع سنة 1960 في كوبا، بعد أن وضعه جانبا مدة من الزمن ليكتب كتابا آخر بعنوان:«الصيف الخطير» يدور على المنافسة العنيفة بين أنطونيو أودونز ولويس ميجيل دومنجين في حلقات مصارعة الثيران في أسبانيا عام 1959. وأجرى بعض التعديلات على كتاب «عيد متنقل» في خريف عام 1960 في كيتشوم. ويتناول هذا الكتاب حياة همينغوي في باريس من سنة 1921 إلى سنة 1926.
كما يتناول هذا الكتاب علاقات ومواقف مع أدباء عظام من هذا العصر مثل عزرا باوند، سكوت فيتزجيرالد، جيرترود شتاين.